# Chapelle de Gys
La chapelle Sainte-Anne de Gys est une chapelle catholique située sur la commune du Biot, en Haute-Savoie.
La chapelle de Gys est un édifice qui trouve son origine en 1653. Elle est dédiée à sainte Anne. Elle est relativement ruinée pour qu'une restauration soit envisagée. Tout d'abord un réaménagement en 1781, puis une restauration en 1864 pour la forme actuelle.
Sa construction est réalisée par les communiers (organisation locale des habitants) du Biot.